# Ванситтарт (остров)
Ванситтарт (англ. Vansittart Island) — остров Канадского Арктического архипелага.

## География
Остров расположен в юго-западной части залива Фокс, узкий пролив Харт шириной 1,6 км отделяет остров от юго-восточного побережья полуострова Мелвилл, а пролив Фрозен-Стрейт — от лежащего южнее большого острова Саутгемптон.
Площадь острова составляет 997 км². Длина береговой линии 394 км. Длина острова составляет 75 км, максимальная ширина — 26 км. Состоит из двух частей, соединённых узким перешейком шириной 1,4 км. Ландшафт представляет собой низкое плато высотой 50 — 100 метров над уровнем моря, над которым кое-где поднимаются холмы высотой до 100 метров. Восточная сторона острова более приподнята, чем западная.